# Птице певачице
Птице певачице или врапчарке (лат. Passeriformes), ред је птица који је по броју врста (преко 5 000) најбогатији у класи птица (Aves). Научно име Passeriformes је изведено из латинске речи за врапца (Passer), конкретно односећи се на врапца покућара (Passer domesticus).

## Опис
Ред Passeriformes је подељен у зависности од гласовних способности врста (контрола сиринкса), на три подреда: крешталице Tyranni субосцине, певачице Passeri осцине и новозеландске цариће Acanthisitti чија је таксономска припадност још увек несигурна.
Већина птица певачица је знатно ситнија од врста из осталих редова, мада постоје неке попут гаврана које су међу крупнијим летачима. Најмања птица певачица је Myiornis ecaudatus из породице тирантских мухарица са просечном дужином од 6,5  и тежином од 4,5 . Такође, птице певачице често су живо обојене.

## Анатомија
Стопала птица певачица су са три прста усмерена ка напред и са једним прстом у опозицији, добро прилагођена за хватање вертикалних површина и гранчица.
Распоред тетива у ногама омогућава овим птицама да стоје док спавају.
Све певачице изузев лирорепе имају по 12 репних пера.

## Гнежђење
Величина и облик гнезда зависе од врсте, тако на пример гнездо гаврана у пречнику може да има и преко 1,5 , док је код врсте Tyrannulus elatus свега 3 до 5 .
Величина полога такође варира, од једног код лирорепе па до десетак јаја код неких сеница.
Јаја су углавном обојена за разлику од већине осталих птица.
Ново излежени птићи су голи, слепи и неспособни да се самостално хране тако да им је нега родитеља неопходна.

## Порекло
Сматра се да су птице певачице група гондванског порекла која је подручју северне Аустралије и Нове Гвинеје доживела процват, одакле се проширила преко Азије по читавом свету.
Најстарији фосил птице која наликује певачицама, стар 55 милиона година, пронађен је у близини градића Мургон у Квинсленду.

## Птице певачице у Србији
У Србији, ова врста птица је најпопуларнија. Већина одгајивача птица у својој волијери има неку врсту птице из реда певачица. Наравно, као и у осталим земљама па тако и код нас, често се одржавају такмичења и сајмови са учесницима који представљају птице певачице које одгајају. У Србији највише одгајивача ових птица има у Лесковцу, те су тако Лесковчанима приписали нови синоним.
Птице певачице које се највише гаје у Србији су:
- чешљугар (стиглић)
- канаринац
- цајзлић
- славуј

Ред птица певачица - Passeriformes обухвата око 110 породица (фамилија), од којих 22 имају представнике у Србији:
- ласте (Hirundinidae)
- царићи (Troglodytidae)
- водени косови (Cinclidae)
- дроздови (Turdidae)
- грмуше (Sylviidae)
- мухарице (Muscicapidae)
- кугаре (Bombycillidae)
- сврачци (Laniidae)
- краљићи (Regulidae)
- пузићи (Certhiidae)
- бргљези (Sittidae)
- сенице (Paridae)
- плиске (Motacillidae)
- шеве (Alaudidae)
- зебе (Fringillidae)
- чворци (Sturnidae)
- вуге (Oriolidae)
- вране (Corvidae)
- рајске птице (Paradiseidae)
- стрнадице (Emberizidae)
- врапци (Passeridae)
- попићи (Prunellidae)

## Таксономија
Ред птица певачица (лат. Passeriformes) обухвата око 14 000 подврста, организованих у око 6 300 врста, око 1 300 редова и око 110 породица.
- Новозеландски царић камењар (Xenicus gilviventris)
- Дугина пита (Pitta iris)
- Златноглави манакин (Pipra erythrocephala)
- Величанствена лирорепа (Menura novaehollandiae)
- Сива врана (Corvus cornix)
- Руси сврачак (Lanius collurio)
- Црно-жута баштованка (Sericulus chrysocephalus)
- Краљић (Regulus regulus)
- Сеоска ласта (Hirundo rustica)
- Трстењак рогожар (Acrocephalus schoenobaenus)
- Кос (Turdus merula)
- Смеђоглави бргљез (Sitta pusilla)